# 1993년 삼성 라이온즈 시즌
1993년 삼성 라이온즈 시즌은 삼성 라이온즈가 KBO 리그에 참가한 12번째 시즌이다. 우용득 감독이 팀을 이끈 첫 시즌이며, 강기웅이 주장을 맡았다. 팀은 8팀 중 정규시즌 2위에 오르며 10년 연속으로 포스트시즌에 진출했다. 이후 플레이오프에서 LG 트윈스를 3승 2패로 꺾으며 가까스로 리버스 스윕을 면하고 한국시리즈에 진출했다. 그러나 한국시리즈에서 해태 타이거즈를 상대로 2승 1무 4패로 패배하며 통합 준우승을 기록했는데  6월 트레이드로 영입한 후 주전포수를 맡았던 박선일이 플레이오프 3차전에서 1루에 슬라이딩하다가 손 부상을 당해 남은 시즌을 마감한 것이 컸다.
한편, 1990년 11월 2일 3년 계약으로 취임했던 김성근 감독이  2년 연속 한국시리즈 진출에 실패하자 1년 계약기간을 앞두고  경질된 대신 우용득 코치가 감독으로 승격되면서 계약기간이 남았던 김무종 배터리코치를 제외한 다른 일본인 코치와 인스트럭터가 일본으로 돌아갔으며 김성근 감독 해임 과정에서 1989년 12월 5일부터 2년 계약했다가 1991년 12월 4일부터  3년 재계약했음에도 김성근 감독의 중도하차 과정에서 계약이 해지된  유백만 수석코치 대신 조창수 전 LG 수석코치가 수석-타격-3루 주루코치로 부임했지만 1993년 5월 29일부터 타격 전담코치로 보직이 변경됐고  김무종 1군 배터리코치,  손상득 2군 배터리코치, 이선희 2군 투수코치가 같은 해 시즌 뒤 3년 계약 종료로 물러났으며  박용진 2군감독도 3년 계약 종료로 같은 시기 팀을 떠났다.

## 코치
- 조창수, 배대웅, 김무종, 권영호, 양일환

## 타이틀
- KBO MVP: 김성래
- KBO 골든글러브: 김성래 (1루수), 강기웅 (2루수)
- KBO 신인상: 양준혁
- 올스타 선발: 이만수 (포수), 강기웅 (2루수), 류중일 (유격수), 이종두 (외야수), 김성래 (외야수)
- 올스타전 추천선수: 김상엽, 양준혁
- 올스타전 홈런더비 우승: 양준혁
- 컴투스프로야구 삼성 라이온즈 베스트 라인업: 김성래 (2루수)
- 컴투스프로야구 내일은 신인왕 라인업: 양준혁 (1루수)
- 컴투스프로야구 선정 감독들의 현역시절 라인업: 류중일
- WAR: 양준혁 (7.11)
- 공격 WAR: 양준혁 (8.03)
- 홈런: 김성래 (28)
- 루타: 김성래 (237)
- 타점: 김성래 (91)
- 희생플라이: 김성래 (9)
- 타율: 양준혁 (0.341)
- 출루율: 양준혁 (0.436)
- 장타율: 양준혁 (0.598)
- OPS: 양준혁 (1.034)
- 탈삼진: 김상엽 (170)

### 퓨처스리그
- 2루타: 박규대 (10)
- 3루타: 이창원 (4)
- 남부리그 도루: 박규대 (7)
- 남부리그 4사구: 박규대 (19)
- 세이브: 손영철 (5)
- 이닝: 김현욱 (82.2)

## 선수단
- 선발투수: 성준, 김상엽, 박충식, 김태한, 유명선, 이태일
- 구원투수: 한희민, 박용준, 정윤수, 허삼영, 이상목, 손영철
- 마무리투수: 이상훈, 오봉옥, 최한경, 이용철, 김현욱
- 포수: 김성현, 이만수, 박선일, 이영재
- 1루수: 김성래
- 2루수: 강기웅
- 유격수: 류중일, 강두곤
- 3루수: 정경훈, 김태룡, 김용국
- 좌익수: 정영규, 박인구, 전상렬, 이창원, 구윤
- 중견수: 동봉철, 한기철, 신동주
- 우익수: 이종두, 강태윤, 윤용하
- 지명타자: 양준혁, 박규대, 최홍주, 박홍철, 박승호

## 특이 사항
- 박충식은 한국시리즈 3차전 선발로 나서 15이닝 181구를 던지며 완투해 역대 단일 경기 최다 이닝 투구 기록을 세웠다. 그러나 해당 경기는 결국 2대 2 무승부로 끝났다.
- 양준혁은 구단 사상 첫 KBO 신인상 수상자가 되었다.
- 김상엽은 1993년에 신설된 최다탈삼진상의 첫 수상자가 되었다.
- 윤용하는 WAR -2.66으로 KBO 리그 역대 단일 시즌 최저 WAR을 기록한 타자가 되었다.
- 한희민은 시즌 종료 후 대만 프로야구 리그의 줜궈 베어스에 입단하여 역대 최초로 대만 프로야구 리그에 진출한 한국인 선수가 되었다.
- 한희민은 KBO 리그 통산 폭투가 6개에 불과해 KBO 리그 통산 1000이닝 투수 중 최소 기록을 보유하고 있다.
- 양준혁은 WAR 7.11로 리그 1위였는데, 리그 WAR 1위가 야수인 것은 이 시즌이 처음이었다.
- 강태윤은 KBO 리그에 외국인 선수 제도가 도입되기 이전 용병 타자 중 단일 시즌 최저 수비 WAR을 기록했다.
- 이창원은 KBO 퓨처스리그 사상 최초로 통산 3루타 10개를 달성했다.
- 이만수는 KBO 포스트시즌 사상 처음으로 통산 200타수를 달성했다.

## 같이 보기
- 1996년 삼성 라이온즈 시즌